# Two Hands
Pour plus de détails, voir Fiche technique et Distribution.
Two Hands est un film australien écrit et réalisé par Gregor Jordan, sorti en 1999. 

## Synopsis
À Sydney en Australie, le jeune Jimmy est embauché par Pando, un gangster : il doit apporter une importante somme d'argent à une femme. Arrivé à l'appartement, la femme ne répond pas. Il va à la plage pour l'attendre. Croyant voir Alex, une femme rencontrée plus tôt avec qui il a sympathisé, il va se baigner pour la rejoindre. Lorsqu'il revient vers ses vêtements, l'argent a disparu, volé par deux adolescents : Pete et Helen. Il panique. Il entre alors en contact avec deux hommes, ils planifient ensemble de braquer une banque le lendemain.
Pando et sa bande se mettent à chercher Jimmy. Au cours de leur recherche, ils renversent Pete avec leur voiture par accident. Le conducteur met le cadavre sur le côté, et ils repartent. Helen assiste impuissant à l'accident.
Dans la soirée, Jimmy prend le risque de sortir de sa planque pour revoir Alex, à laquelle il fait part de ses problèmes actuels. Pando et sa bande le trouve et le font monter de force dans leur voiture. Alex qui assiste à l'enlèvement est choquée. Il l'emmène dans un endroit désert. Avant de le tuer, la bande discute, ils se rendent compte que c'est à cet endroit qu'ils ont assassiné le frère de Jimmy. Lorsqu'il entend cela, Jimmy se rebelle et roue de coup ses agresseurs, puis profite de la surprise pour s'enfuir. La bande le poursuit, mais il arrive à leur échapper.
Le lendemain, Jimmy fait le casse avec les deux hommes, et bien qu'un est tué, le braquage est un succès. Maintenant en possession de la somme d'argent qu'il doit à Pando, il va retrouver Pando s'acquitter de sa dette. En sortant, il croise Helen qui vient venger la mort de Pete. Pando et sa bande se font tuer par l'adolescent. Jimmy retourne dans son appartement saccagé par les sbires de Pando où il y retrouve Alex. Jimmy et Alex achètent deux tickets d'avions pour quitter Sydney.

## Fiche technique
- Titre : Two Hands
- Réalisation et scénario : Gregor Jordan
- Musique : Cezary Skubiszewski
- Photographie : Malcolm McCulloch
- Montage : Lee Smith
- Décors : Steven Jones-Evans
- Costumes : Emily Seresin
- Production : Marian Macgowan
  - Production exécutive : Timothy White, Mark Turnbull, Bryce Menzies
- Société de production : Meridian films,  Australie
- Budget : 4,4 millions AUD[1]
- Dates de sortie en salles :
  - Australie : 29 juillet 1999
  - Espagne : 1er juin 2001
- Dates de sorties en DVD :
  - Allemagne : 19 mars 2001
  - États-Unis : 6 décembre 2005
  - France : 1er juin 2011

## Distribution
- Heath Ledger (VF : Damien Ferrette) : Jimmy
- Bryan Brown (VF : Hervé Bellon) : Pando
- Rose Byrne (VF : Chantal Macé) : Alex
- Steven Vidler (VF : Patrick Béthune) : Michael
- David Field (VF : Emmanuel Karsen) : Acko
- Mariel McClorey (VF : Camille Donda) : Helen
- Kiri Paramore (VF : Ludovic Baugin) : Les
- Susie Porter (VF : Isabelle Leprince) : Deirdre
- Steve Le Marquand (VF : Jérôme Pauwels) : Wozza
- Tom Long : Wally
- Dale Kalnins :  Kiwi Bob
- Jerome Ehlers : Busker

## Musique du film
1. These Days par Powderfinger
2. Lucky Star par Alex Lloyd
3. Walking Kings X par Cezary Skubiszewski
4. What Does it Matter par Primary
5. Stadium par Skunkhour
6. Dark State of Mind par Tuatara
7. Belter par Powderfinger
8. Staircase par Cezary Skubiszewski
9. Down in Splendour par Straightjacket Fits
10. Heavenly Sublime par Tracky Dax
11. Fletcher's House par Cezary Skubiszewski
12. Two Hands par Kate Cebrano
13. Love Theme par Cezary Skubiszewski
14. This Guy's In Love par The Reels
15. Kare Kare par Crowded House

## Distinctions

### Récompenses
- Australian Film Institute 1999 :
  - Meilleur film
  - Meilleur réalisateur pour Gregor Jordan
  - Meilleur scénario pour Gregor Jordan
  - Meilleur acteur pour Heath Ledger
  - Meilleur second rôle féminin pour Susie Porter
  - Meilleur second rôle masculin pour Bryan Brown
  - Meilleure photographie pour Malcolm McCulloch

- Film Critics Circle of Australia Awards 2000 : 
  - Meilleur film
  - Meilleur acteur pour Heath Ledger
  - Meilleur second rôle féminin pour Susie Porter
  - Meilleur second rôle masculin pour Bryan Brown

### Nominations
- Australian Film Institute 1999 :
  - Meilleure musique pour Cezary Skubiszewski
  - Meilleurs costumes pour Emily Seresin
  - Meilleur son pour Lee Smith, Ross Linton, Peter Townend, Tim Jordan et Nick Breslin
- Film Critics Circle of Australia Awards 2000 : 
  - Meilleure musique pour Cezary Skubiszewski
  - Meilleur réalisateur pour Gregor Jordan
  - Meilleur scénario pour Gregor Jordan
  - Meilleure photographie pour Malcolm McCulloch

## Sortie et accueil
Two Hands est bien reçu par la critique et rencontre un succès commercial en Australie, générant plus de 5,5 millions de dollars de recettes, dont 4,5 millions en cinq semaines, ce qui un montant non négligeable pour un film australien et comparable uniquement à Crocodile Dundee. Le succès critique et public du film a permis de lancer les carrières d'Heath Ledger et de Rose Byrne.
En Espagne, le film a été vu par 1 646 spectateurs.